# 프란츠 오펜하이머

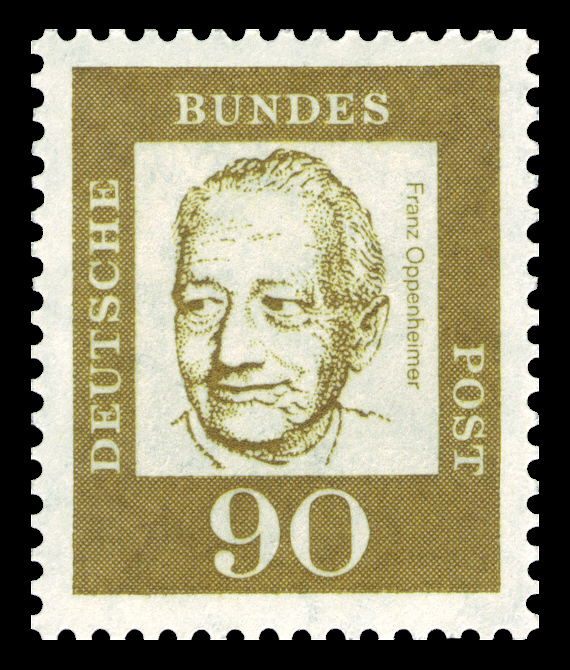

프란츠 오펜하이머(Franz Oppenheimer, 1864년 3월 30일 ~ 1943년 9월 30일)는 독일의 경제학자·사회학자이다. 처음에는 의학을 공부하여 의사가 되었으나, 후에 경제학에 관심을 가져 베를린 대학에서 경제학·사회학을 공부하였다. 그는 국가는 종족간의 투쟁에 의한 정복 관계에 따라 성립한다는 '사회적 국가론'을 주장하였다. 저서에 《국가론》 등이 있다.

## 같이 보기
- 고전적 자유주의
- 경제사회학
- 지공주의
- 좌파 자유지상주의
- 상호주의 (경제이론)
- 정치사회학